# Zero to 99
Zero to 99 è il terzo album in studio long playing del gruppo Boston Spaceships; venne pubblicato negli Stati Uniti d'America nel 2009 sia in vinile che in CD dalla Guided By Voices Inc..

## Tracce
Tutti i brani sono scritti da Robert Pollard.
Lato A
1. Pluto The Skate - 1.17
2. How Wrong You Are - 2.27
3. Radical Amazement - 3.20
4. Found Obstruction Rock N' Rolls (We're The Ones Who Believe In Love) - 2.04
5. Question Girl All Right - 4.17
6. Let It Rest For A Little While - 2.23 (Featuring Peter Buck)[6]
7. Trashed Aircraft Baby - 2.16
8. Psycho Is A Bad Boy - 1.38

Lato B
1. Godless - 1.08
2. Meddle - 2.59
3. Go Inside - 2.44
4. Mr. Ghost Town - 1.52
5. Return To Your Ship - 1.36
6. Exploding Anthills - 2.11
7. The Comedian - 3.33
8. A Good Circuitry Soldier - 1.39

## Musicisti
- Robert Pollard - voce
- John Moen - batteria e percussioni
- Chris Slusarenko - chitarra, basso e tastiere